# Fao (Irak)
Pour les articles homonymes, voir Fao.
Fao ou al-Fāw est une ville d'Irak. Située sur le Golfe Persique, sur les rives du Chatt-el-Arab, dans la partie orientale de la péninsule de Fao.
C'est le principal terminal et port pétrolier du pays, près de Bassorah. Du fait de sa position stratégique (entrée du golfe Persique), la ville et la péninsule ont largement été convoitées pendant la Première Guerre mondiale, la guerre Iran-Irak, la guerre du Golfe et la guerre d'Irak.
Un palais nommé d'après cette ville a été construit à Bagdad, à 5 kilomètres de l'aéroport international, commémorant la reprise de Fao, aux mains des Iraniens depuis 1986, par l'armée irakienne en 1988.

## Article connexe

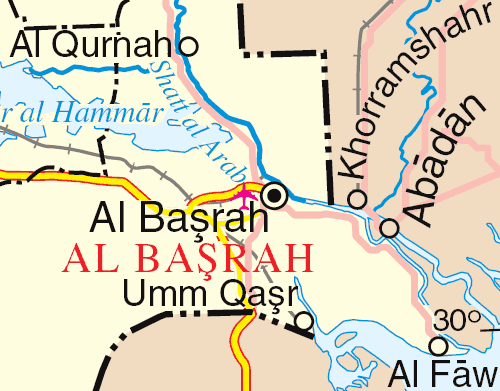
Sud-est de l'Irak : Al-Faw en bas à droite